# Lasiochernes cretonatus
Lasiochernes cretonatus är en spindeldjursart som beskrevs av Henderickx 1998. Lasiochernes cretonatus ingår i släktet Lasiochernes och familjen blindklokrypare. Inga underarter finns listade i Catalogue of Life.